# Малий Ізвор
Ма́лий І́звор (болг. Мали извор) — село в Добрицькій області Болгарії. Входить до складу общини Тервел.

## Населення
За даними перепису населення 2011 року у селі проживали 19 осіб, усі — болгари.
Розподіл населення за віком у 2011 році:
Динаміка населення: